# Акустичка фонетика
Акустичка фонетика је грана фонетике која проучава физичка својства гласа као звука при преносу од уста до увета. Акустика изучава висину, јачину и трајање звука, физичке појмове као што су амплитуда, фреквенција, звучни талас и интензитет и лингвистичке појмове као што су фонеме и изразе.
У потпуности је акустичка фонетика зависна од инструменталних техника истраживања, нарочито електронике, а извесна предспрема из физике и фонетичаре састоји се у томе што акустичка анализа може дати јасне, објективне податке за истраживање говора.

## Историја
Акустичка фонетика има зачет крајем 18. века са теоријом осцилације у коме је математичар и физичар Леонард Ојлер покушао да опише акустичка својства самогласника. Први пробој у акустици је био у 19. веку са изумом фонографа од Томаса Едисона који је дао могућност да се снима и репродукује звук, који је фонетичар Жан-Пјер Русело искористио за бављењем те науке и оснивањем експерименталне фонетике. Немачки физиолог Лудимар Херман је уз помоћу математике изучавао гласне и звучне криве и са тим увео термин формант.
У 20. веку са развојем нове технологије, долазило је до проучавања електроакустике, и са тим дошло до изума инструмената фонетике као спектрограф која је могла прецизније да снима и репродукује звук и глас тако што је визуализовало говор. Са доласком рачунара, дигитална обрада тих физичких уређаја је унапредила њихов корист; са таквим напретком је довело до аутоматског препознавања говора. Са већом доступношћу личних рачунара и са специјализованим софтверима као што су Прат, довело je до лакшег и ефикаснијег проучавања акустике.

## Основе
Основи акустичке фонетике потичу из подобласти физике и акустике. Према томе, акустика разврстава гласове на вокале и консонанте, где су једни тонови а други шумни. Консонанти се разврстају на звучне, безвучне и сонанте.

### Звук
Звук је облик таласног кретања које може човечје ухо да региструје. Звучни таласи зависи од материје од коју се преноси али се кроз ваздух шире од брзином од 340 m/s. У акустици се изучавају звуци произведени од говорних органа, као што су гласне жице које вибрирају и које изазивају покретање честица ваздуха, те честице изазивају нове покрете суседних честица и процес се преноси даље све док има енергије.

### Говор
Говор, нарочито код човека, је сложен звук произведен фонаторним механизмом, чине га основни тон, виши хармонични тонови и виши нехармонични концентрати шума. 

### Фреквенција
Фреквенција је број понављања у јединици времена и изражава се херцом (Hz). Основна учесталост у коме звук вибрира зове се основна основна фреквенција и означава се са F0. У говору, најважније фреквенције леже између 100 Hz и 4000 Hz док људско чуло региструје учесталости од 16 Hz до 20000 Hz. Фреквенција у говорном звуку се представљен по броју циклуса, односно броја отварања и затварања гласница у јединици времена. 

### Интензитет
Интензитет представља јачину звука која је одређена величином притиска или густине створене између честица ваздуха, и мери се децибелом (dB), која означава одступање од референтног нивоа интензитета звука у ваздуху.

### Форманти
Форманти су врхунци акустичке енергије које одржавају главне тачке резонанције у говорном тракту, означени су бројевима од најнижег - први формант (F1), и до највишег - други формант (F2). Формантна структура је битно обележје гласова јер сви вокали имају форманте и помаже у разликовању вокала. 

## Акустички инструменти

### Спектрограф
Спектрограф је инструмент који се користи за анализу спектра електромагнетског зрачења и записивањем спектра на фотографску плочу или филм који се назива спектрограм. Спектрограми се могу користити за идентификацију фонетске изговорене речи, а још се користе у развоју радара, сонара и сеизмологије.

### Осцилоскоп
Док се првенствено служи за приказивање промене електричног напона, осцилоскоп се такође користи у приказу и анализи таласног облика за својства као што су амплитуда и фреквенција. Такође, може да прикаже и да мери вибрациони процес звука и репродукује је на осцилограму где би се разликовао тон и звук и структура језичког израза.